# بيتر بوش
بيتر بوش (بالهولندية: Peter Bosz) ولد 21 نوفمبر 1963 في آبلدورن، هولندا، هو لاعب كرة قدم هولندي سابق كان يلعب كلاعب وسط. شارك مع منتخب بلاده في بطولة أمم أوروبا لكرة القدم 1992.

## مرحلة الشباب

### أندية لعب لها
- أغوف أبيلدورن

## المسيرة الاحترافية

### أندية لعب لها
- نادي فيتيس أرنيهم
- أغوف أبيلدورن
- آر كي سي فالفيك
- سبورتينغ تولون فار
- فاينورد
- جيف يونايتد إتشيهارا تشيبا
- هانزا روستوك
- إن أي سي بريدا

## روابط خارجية
- بيتر بوش على موقع رابطة كرة القدم اليابانية للمحترفين (اليابانية)
- بيتر بوش على موقع قاعدة بيانات كرة القدم.إي يو (الإنجليزية)
- بيتر بوش على موقع ليكيب (الفرنسية)
- بيتر بوش على موقع ناشيونال فوتبول تيمز (الإنجليزية)
- بيتر بوش على موقع Soccerbase.com (مدرب) (الإنجليزية)
- بيتر بوش على موقع Soccerway.com (الإنجليزية)
- بيتر بوش على موقع عالم كرة القدم.نت (الإنجليزية)